# Pterodroma feae

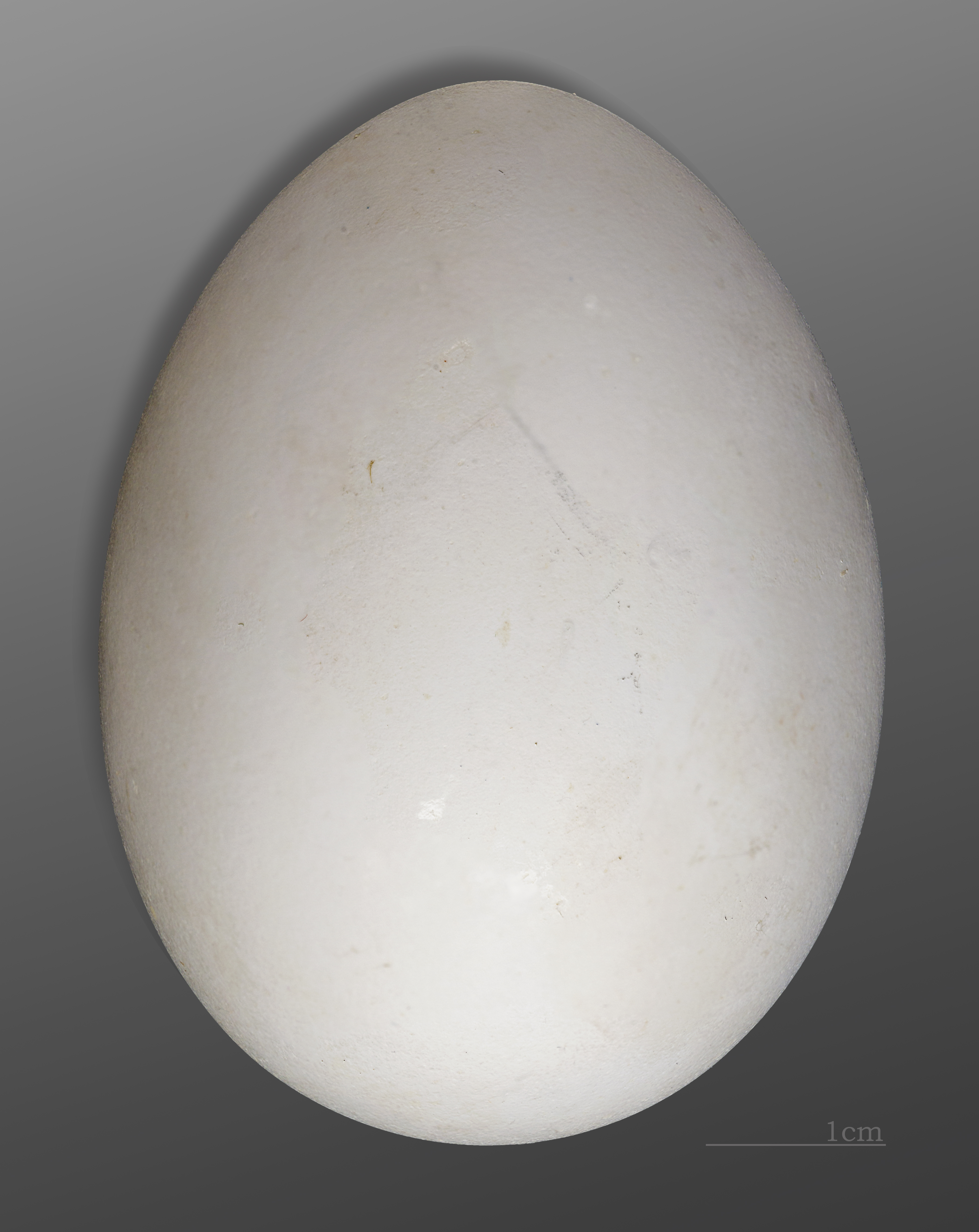
El huevo.

El petrel gon-gon (Pterodroma feae) es una especie de ave procelariforme de la familia de los proceláridos (Procellariidae). Fue considerada una subespecie del petrel suave (P. mollis), pero en realidad no están relacionados en absoluto. Sin embargo está estrechamente relacionado con el petrel freira (P. madeira) y el petrel de las Desertas (P. deserta), otras dos especies que recientemente se separaron de P. mollis. 

## Distribución y hábitat
Es una especie endémica de Macaronesia, nidificando exclusivamente en los archipiélagos de Madeira y de Cabo Verde (Santiago, Fogo, Santo Antão, São Nicolau). En el archipiélago de Madeira se reproduce sólo en Bugio, una de las tres islas que componen las Desertas. Su distribución parece haber sido más amplia en el pasado, existiendo registros fósiles que indican la presencia en Deserta Grande, Madeira y en el Islote de Cal (Porto Santo). 
La especie nidifica en dos mesetas de la isla Bugio, que se caracteriza por la existencia de suelo profundo (superior la 1 m) y suave, lo que permite la excavación de los nidos. Además las aves también utilizan madrigueras abandonadas de conejos, los agujeros en las rocas y zonas de piedras sueltas, siendo este último el hábitat más común en Cabo Verde. La distancia entre la entrada y la cámara del nido donde se depositan los huevos varía de nido a nido, y puede ser muy largo (más de 2 m). 